# Luís Ribeiro Pinto Neto
Luís Ribeiro Pinto Neto (Arcoverde, 16 november 1946 – Recife, 11 februari 2022) was een Braziliaans voetballer en trainer, bekend onder zijn spelersnaam Lula. 

## Biografie
Lula begon zijn carrière bij ABC en dan Ferroviário en maakte dan de overstap naar de grotere club Fluminense. In 1967 ging hij voor Palmeiras spelen waarmee hij de Taça Brasil won, de toenmalige competitie die de landskampioen opleverde. Hierna keerde hij terug naar Fluminense en won hiermee in 1970 de laatste editie van het Torneio Roberto Gomes Pedrosa, ook deze competitie leverde de landskampioen op. Hij won ook het Campeonato Carioca in 1969, 1971 en 1973. In 1971 ging de titelstrijd voort tot op de laatste speeldag tussen Fluminense en Botafogo. Beide clubs troffen elkaar en voor 140.000 toeschouwers scoorde Lula kort voor het einde de winnende goal voor Fluminense. 
In 1974 ging hij naar Internacional uit Porto Alegre en won hier drie keer het Campeonato Gaúcho mee en ook twee keer de landstitel. Van 1977 tot 1980 speelde hij nog voor Sport do Recife. 
Hij speelde dertien keer voor het nationale elftal en won onder andere met zijn land de Braziliaanse Onafhankelijkheidsbeker in 1972. 
Na zijn spelerscarrière werd hij ook trainer, eerst in Brazilië en daarna voornamelijk in Saoedi-Arabië. 